# Maison Barberousse
Pour les articles homonymes, voir Barberousse.
La maison Barberousse, également appelée maison Billequez, est une maison de la période Renaissance située à Vesoul, dans le département de la Haute-Saône.

## Localisation

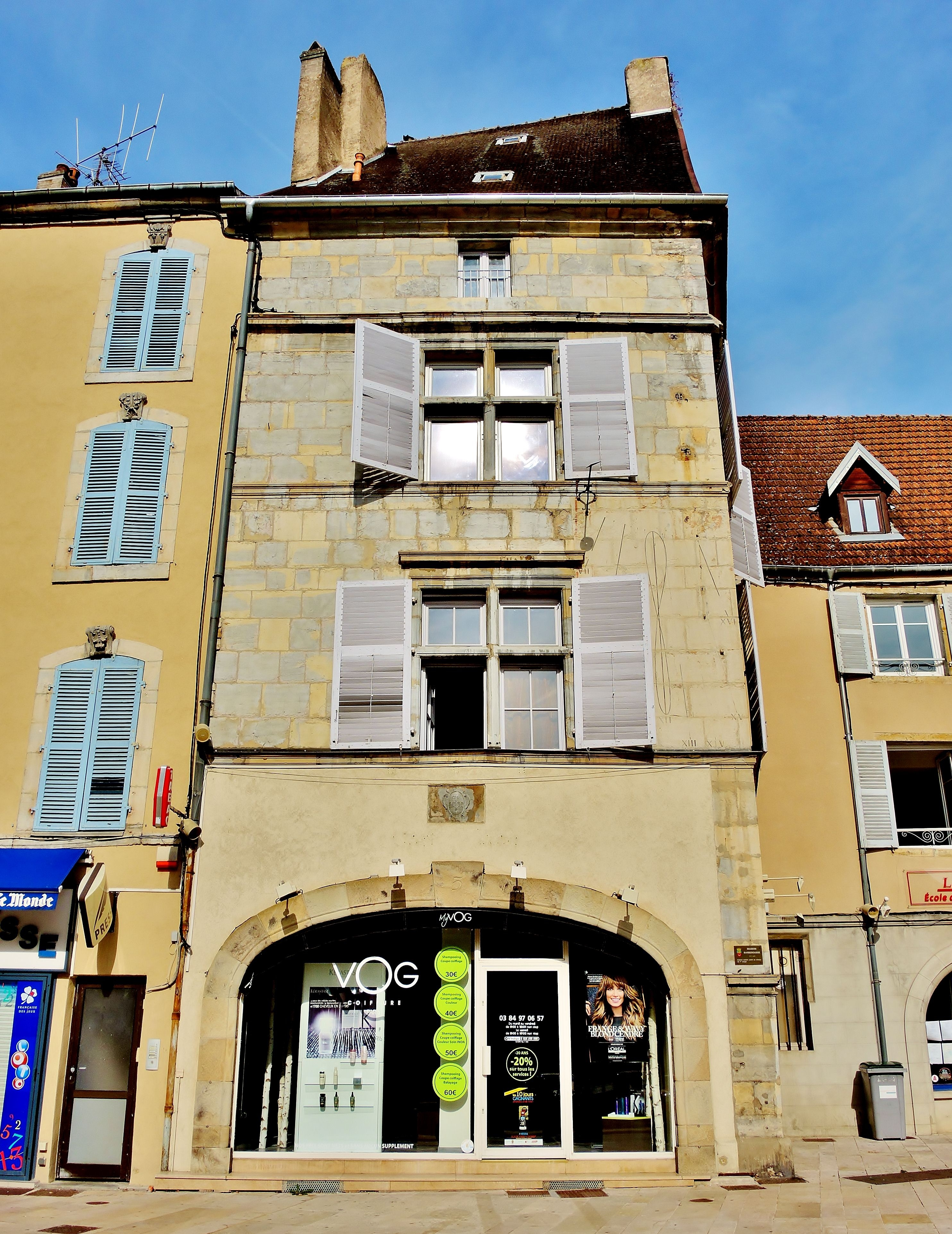
La maison Barberousse.

Le bâtiment se trouve 5 place du Palais, dans le centre historique de Vesoul.
L'hôtel Pétremand et le palais de justice, deux monuments historiques de la place, se trouvent à proximité de la maison Barberousse.

## Histoire
La maison Barberousse daterait certainement des années 1570-1580.
Elle a jadis appartenu à l'apothicaire Billequez. Le nom Barberousse ne vient pas de l'empereur Frédéric Barberousse, mais proviendrait d'un acte de vente de la maison daté du 8 mai 1659 mentionnant la maison de Mademoiselle Barbe Rousse.
Une plaque informative a été installée par la municipalité sur la façade.

## Architecture
L'édifice a été construit en pierre calcaire de couleur beige et bleue. Comprenant un mur épais de 90 centimètres, la maison compte notamment une arcade dite en anse de panier. On y trouve par ailleurs de larges fenêtres à meneaux de pierre, en forme de croix,. Parmi les autres éléments d'architecture, on peut remarquer un lion héraldique, un cadran solaire et le chiffre IV, qui est le symbole des commerçants.